# Omphale orilata
Omphale orilata är en stekelart som beskrevs av Christer Hansson 1996. Omphale orilata ingår i släktet Omphale och familjen finglanssteklar. Inga underarter finns listade i Catalogue of Life.